# Börje Tapper
Börje Tapper (20 de maio de 1922 - 8 de abril de 1981) foi um futebolista sueco. Ele competiu na Copa do Mundo FIFA de 1950, sediada no Brasil, na qual a seleção de seu país terminou na terceira colocação.